# كأس إسكتلندا 1982–83
كأس اسكتلندا 1982–83 (بالإنجليزية: 1982–83 Scottish Cup)‏ هو موسم من كأس اسكتلندا. فاز فيه نادي أبردين.